# 1680 Per Brahe
1680 Per Brahe este un asteroid din centura principală, descoperit pe 12 februarie 1942, de Liisi Oterma.